# N3-Klasse
Die N3-Klasse war eine geplante Klasse von vier Schlachtschiffen der britischen Marine, die in Folge des Washingtoner Flottenvertrags von 1922 nicht gebaut wurden.

## Entwurfsgeschichte
Die Entwurfsarbeiten für diese neue Schlachtschiffklasse nach dem Ersten Weltkrieg begannen in Großbritannien im Jahr 1920. Da die anderen großen Seemächte USA und Japan bereits zum Kaliber 40,6 cm bei der Schweren Artillerie übergegangen sind und davon auszugehen war, dass eine weitere Kalibersteigerung auf 45,7 cm erfolgen wird, entschlossen sich die Konstrukteure, ebenfalls das Kaliber 45,7 cm zu benutzen. Somit entstanden mehrere Entwürfe für mit 8 bis 9 solchen Geschützen in 3 oder 4 Türmen bewaffnete Schiffe, für die Geschwindigkeiten von bis zu 25 bis 26 kn vorgesehen waren. Aus Gewichtsgründen fiel die Entscheidung schließlich auf ein langsameres, etwa 23 bis 23,5 kn schnelles Schlachtschiff mit einer schweren Batterie aus 9 45,7 cm-Geschützen in drei Drillingstürmen, die in der vorderen Schiffshälfte aufgestellt werden sollten. Hierbei sollten zwei Türme vor dem Brückenturm, wobei einer den anderen überfeuern können sollte, einer hinter dem Brückenturm aufgestellt werden. Dieses Aufstellungsschema gleicht dem der etwas früher geplanten G3-Schlachtkreuzerklasse. Der Vorteil dieses Schemas ist, dass der schwer gepanzerte Bereich des Rumpfs, in dem die Munitionskammern der Schweren Artillerie liegen, möglichst kurz sein kann, was eine dickere Panzerung ermöglicht. Der Nachteil ist, dass der dritte Geschützturm weder nach vorne noch nach hinten, wo er vom Schornstein eingeschränkt ist, sondern lediglich über die Breitseiten schießen kann. Die Geschwindigkeit sollte gesenkt werden, weil dafür eine leichtere Antriebsanlage ausreicht. Die Gewichtsbeschränkungen waren nötig, um die beschränkten Dockkapazitäten nutzen zu können.
Spekuliert wurde über die Namen St. Andrew, St. David, St. George und St. Patrick, die Namenspatrone Schottlands, Wales, Englands und Irlands, wobei kein Beweis hierfür vorhanden ist.
Die britische Marine hielt sich die Möglichkeit offen, weitere 4 Schiffe zu ordern, wobei auch die ersten 4 Schiffe nicht begonnen, sondern am 17. November 1921 suspendiert und mit dem Washingtoner Flottenabkommen aufgegeben wurden.
Stattdessen wurden später die beiden kleineren Schlachtschiffe der Nelson-Klasse gebaut.

## Technische Beschreibung

### Abmessungen
Die Schiffe sollten über alles 250,1 m lang und 32,23 m breit werden sowie einen Tiefgang von 9,76 m bis 10,07 m haben. Hierbei sollte die Konstruktionsverdrängung 48.500 ts, die Maximalverdrängung 52.000 ts betragen. Dies hätte einen Schlankheitsgrad von etwa 7,7:1 bewirkt.
Der Rumpf war als Glattdecker mit einem Aufbau am Heck geplant. Der Rumpf wäre sehr ähnlich zu dem der G3-Klasse gewesen mit dem Unterschied eines kürzeren Hecks.

### Antriebsanlage
Für die Antriebsanlage waren aus Getriebeturbinen, die auf je eine Welle mit einem Propeller wirken, vorgesehen. Der benötigte Dampf sollte von ölgeheizten Kesseln geliefert werden. Damit war vorgesehen, eine Leistung von 80.000 WPS und eine Geschwindigkeit von 23 bis 23,5 kn zu erreichen.
Der maximale Treibstoffvorrat sollte sich auf 5.000 ts Öl belaufen.
Für den Rauchabzug war ein einzelner Schornstein relativ weit hinter dem Brückenturm auf dem achternen Aufbau vorgesehen.
Zur Steuerung war ein Ruder geplant.

### Bewaffnung

#### Hauptbewaffnung
Als Hauptbewaffnung waren neun 45,7-cm-SK L/45 vorgesehen. Sie sollten in drei eng beieinander liegenden Drillingstürmen in der vorderen Schiffshälfte, zwei vor dem Brückenturm, einen unmittelbar dahinter, installiert werden. Dies hätte über den Bug ein Feuer aus 6 Geschützen, über die Breitseiten aus 9 Geschützen ermöglicht, während nach achtern ein toter Winkel bestand. Näheres zu den Geschützen und Türmen ist nicht bekannt.

#### Mittelartillerie
Für die Mittelartillerie war bis auf kleine Unterschiede dieselbe Bewaffnung wie bei der G3-Klasse vorgesehen. Sie sollte aus 16 15,2-cm-SK L/50 bestehen. Diese hatten eine maximale Reichweite von 22,5 km und konnten 45 kg schwere Geschosse mit einer maximalen Kadenz von 6 Schuss pro Minute verschießen. Die Geschütze sollten in 8 Zwillingstürmen in 2 Zweiergruppen auf jeder Schiffsseite postiert werden. Die ersten Gruppen waren beidseits des Brückenturms vorgesehen, wobei der hintere Turm im Unterschied zur G3-Klasse den vorderen überfeueren können sollte, die zweiten beiden Gruppen am Heck, wobei je ein Turm auf dem achternen Aufbau, der den darunter liegenden überfeuern können sollte, der darunter liegende auf dem Oberdeck aufgestellt werden.

#### Flugabwehr
Als Flugabwehr waren zwei verschiedene Geschütze vorgesehen. Die schwere Flak sollte aus sechs 12-cm-Geschützen in Einzellafetten, die auf der achternen Schiffshälfte postiert werden sollten, die leichte Flak aus 40 4-cm-Geschützen in Mehrfachlafetten auf Höhe des Schornsteins und am Heck bestehen.

#### Torpedobewaffnung
Vorgesehen waren 2 Torpedorohre für vermutlich 62,2-cm-Torpedos oder die in der britischen Marine bereits diskutierten 60,9 cm-Torpedos, von denen auf jeder Seite eines unter Wasser installiert werden sollte.

#### Feuerleitung, Entfernungsmesser etc.
Im großen Brückenturm waren Räumlichkeiten für die Feuerleitung vorgesehen. Zudem waren zwei Masten, eventuell mit Beobachtungsmarsen, geplant. Näheres ist nicht bekannt.

### Panzerung
Die Panzerung sollte sich eng am Schema der G3-Klasse anlehnen.
Auf Höhe der Munitionskammern der Schweren Artillerie war ein schräggestellter, innenliegender Seitenpanzer von 381 mm Stärke, der von einem 51 mm starken Torpedoschott, das in die Senkrechte übergeht, bis zum Schiffsboden fortgesetzt werden sollte, sowie ein Panzerdeck von 203 mm Stärke vorgesehen. Auch der Kommandoturm im Brückenturm sollte mit bis zu 381 mm starker Panzerung geschützt werden. Mehr ist nicht bekannt, es ist jedoch davon auszugehen, dass sie etwa wie bei der G3-Klasse gestaltet sein sollte.
Das Gewicht der Panzerung sollte etwa 17.000 ts oder 35 % der Konstruktionsverdrängung betragen.

### Unterwasserschutz
Den Unterwasserschutz sollte ein durch das Torpedoschott abgeteilter, durch ein zusätzliches Längsschott unterteilter, im Schiffskörper liegender Expansionsraum für die Detonationsgase von Torpedo- oder Minentreffern von etwa 3 m Breite bilden. Zusätzlich war ein Doppelboden geplant. Torpedowulste waren nicht vorgesehen.

## Vergleich mit anderen zeitgenössischen Großkampfschiffklassen und Bewertung
In folgender Tabelle wird die N3-Klasse mit der zeitgenössischen G3-, South Dakota-, Lexington-, Tosa-, Amagi- und Nr. 13-Klasse sowie der Revenge-Klasse als vorangegangene britische Schlachtschiffklasse und Projekt L 20 e α hinsichtlich der Größe und der wesentlichen Gefechtseigenschaften verglichen. Projekt L 20 e α ist angefügt, um einen Vergleich zu den aus den Erfahrungen des Ersten Weltkriegs entstandenen Entwürfen der Kaiserlichen Marine zu ermöglichen, von denen es 1918 als einziges zur Durchkonstruktion und somit als definitives Bauvorhaben freigegeben wurde.
| Klasse                     | Revenge-Klasse         | G3                     | N3                     | South Dakota       | Lexington          | Tosa         | Amagi        | Nr. 13      | L 20 e α  |
| -------------------------- | ---------------------- | ---------------------- | ---------------------- | ------------------ | ------------------ | ------------ | ------------ | ----------- | --------- |
| Land                       | Vereinigtes Konigreich | Vereinigtes Konigreich | Vereinigtes Konigreich | Vereinigte Staaten | Vereinigte Staaten | Japan        | Japan        | Japan       |           |
| Jahr Bewilligung / Planung | 1913                   | 1921                   | frühestens 1921        | 1917               | 1916               | 1918         | 1918         | 1922        | 1918      |
| Standardverdrängung (ts)   | 28.000                 | 48.500                 | 48.500                 | 43.200             | 43.500             | 39.330       | 41.217       | 47.500      | 43.797    |
| Länge (m)                  | 189,1                  | 260,7                  | 250,1                  | 208,5              | 266,5              | 234,1        | 252          | 279         | 238       |
| Schwere Artillerie         | 8 × 38,1 cm            | 9 × 40,6 cm            | 9 × 45,7 cm            | 12 × 40,6 cm       | 8 × 40,6 cm        | 10 × 40,6 cm | 10 × 40,6 cm | 8 × 45,7 cm | 8 × 42 cm |
| max. Geschwindigkeit (kn)  | 23                     | 31–32                  | 23–23,5                | 23                 | 33,25              | 26,5         | 30           | 30          | 26        |
| Seitenpanzerung (mm)       | 330                    | 356                    | 381                    | 343                | 178                | 280          | 254          | 330         | 350       |
| Panzerdeck (mm)            | 152                    | 228                    | 228                    | 121                | 108                | 213          | 213          | 213         | 120       |

Dieser Vergleich macht drei Dinge deutlich. Erstens wäre sie vergleichsweise langsam, nur mit der US-amerikanischen South Dakota-Klasse zu vergleichen, gewesen. Dies liegt daran, dass sich die britische Marine dafür entschieden hat, ein klassisches Schlachtschiff mit Hauptaugenmerk auf Standkraft und Bewaffnung zu bauen und den mit der Queen Elizabeth-Klasse und der japanischen Nagato-Klasse eingeschlagenen Weg zum Schnellen Schlachtschiff nicht fortzusetzen. Zweitens hätte sie hinsichtlich Kaliber wieder eine weltweite Führungsstellung, lediglich bei konkreten Planungen erreicht von der Nr. 13-Klasse, erreicht. Drittens hätte sie hinsichtlich Größe eine Führungsrolle erreicht, wobei es in den USA auch nicht weiterverfolgte Planungen für weit größere Schiffe gab.
Somit wäre die Klasse zwar hinsichtlich Standfestigkeit und Schlagkraft hoch entwickelt, aber langsamer als die meisten vergleichbaren Schiffe und somit eher ein neuer Typ des klassischen Schlachtschiffs gewesen.
Zudem erscheint es als zweifelhaft, ob Großbritannien bei einem neuerlichen Rüstungswettlauf fähig gewesen wäre, auch quantitativ bei modernen Großkampfschiffen aufzuschließen, da bei den beiden anderen großen Seemächten 26 Schiffe mit einer Bewaffnung ab Kaliber 40,6 cm fertiggestellt, im Bau oder in Planung waren, während Großbritannien neben der im Seekrieg unbrauchbaren, im Umbau zum Flugzeugträger befindlichen, Furious selbst bei einem Bau der Schiffe der G3- und N3-Klasse nur über acht, maximal zwölf solche Schiffe verfügen könnte.